# Crono delle Nazioni 2019
La Crono delle Nazioni 2019, trentottesima edizione della corsa, valida come evento dell'UCI Europe Tour 2019 categoria 1.1, si svolse il 20 ottobre 2019 su un percorso di 46,3 km, con partenza ed arrivo a Les Herbiers. Fu vinta dall'olandese Jos van Emden che giunse al traguardo con il tempo di 55'02", alla media di 50,478 km/h, precedendo l'italiano Filippo Ganna e lo sloveno Primož Roglič.
Partenza con 31 ciclisti, dei quali 27 risultarono classificati.

## Classifica (Top 10)
| Pos. | Corridore               | Squadra      | Tempo   |
| ---- | ----------------------- | ------------ | ------- |
| 1    | Jos van Emden           | Jumbo        | 55'02"  |
| 2    | Filippo Ganna           | Team Ineos   | a 11"   |
| 3    | Primož Roglič           | Jumbo-Visma  | a 19"   |
| 4    | Rasmus Christian Quaade | Riwal        | a 41"   |
| 5    | Mikkel Bjerg            | Hagens       | a 57"   |
| 6    | Michael Valgren         | Dimension D. | a 1'18" |
| 7    | Martin Toft Madsen      | BHS          | s.t.    |
| 8    | Jan Tratnik             | Bahrain      | a 1'28" |
| 9    | Justin Wolf             | Bike Aid     | a 1'31" |
| 10   | Niki Terpstra           | Total        | a 2'12" |